# Lorraine (Québec)
Pour les articles homonymes, voir Lorraine (homonymie).
Lorraine est une ville du Québec (Canada) située dans les Basses-Laurentides dans la municipalité régionale de comté (MRC) de Thérèse-De Blainville à environ 45 kilomètres au nord de Montréal.

## Description
Sa vocation est presque exclusivement résidentielle. Aucune industrie n'est située sur le territoire de la ville. Seul un secteur commercial très limité est situé à l'entrée principale de la ville, en bordure de l'autoroute 640. Le centre commercial Place Lorraine comprend trois bâtiments et inclut un centre médical, une pharmacie, une épicerie, une SAQ et quelques boutiques. La presque totalité du réseau de distribution électrique publique est enfouie. Une grande partie de la ville est bordée d'une forêt (Forêt du Grand Coteau) où des pistes de ski et de marche sont aménagées.

## Toponymie
Son nom fait référence à la région de la Lorraine en France.

## Histoire
Cette ville a été fondée en 1960 sur le domaine Garth, terrain qui aurait servi de quartier général à l’armée britannique lors de la rébellion des Patriotes en 1837. La Maison Garth, construite en 1833, est classée monument historique, quoique toujours utilisée. Cette localité résidentielle modèle a été fondée dans le cadre d'un programme fédéral du défunt ministère des Affaires urbaines, qui encourageait la création de «nouvelles villes».

## Géographie
Le territoire de Lorraine s'étend sur 6,04 km2. La ville est divisée en deux secteurs distincts, le secteur nord et le secteur sud, séparé par l'autoroute 640. Les secteurs sont souvent appelés Lorraine-en-Haut (Uptown) et Lorraine-en-Bas (Downtown). 
La rivière aux Chiens traverse la municipalité du sud-ouest vers le sud jusqu'à sa confluence avec la rivière des Mille Îles qui délimite le sud du territoire.

## Démographie
| 1996  | 2001  | 2006  | 2011  | 2016  | 2021  |
| ----- | ----- | ----- | ----- | ----- | ----- |
| 8 876 | 9 476 | 9 613 | 9 479 | 9 352 | 9 502 |

## Administration

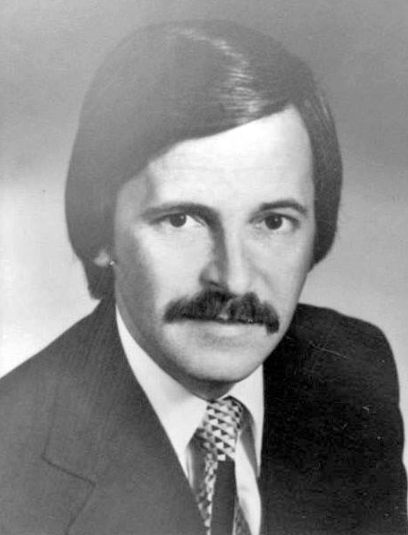
Gilles Pelletier, maire de Lorraine de 1999 à 2005

La ville de Lorraine fait partie des délimitations régionales suivantes :
- Région administrative : Laurentides ;
- MRC : Thérèse-De Blainville ;
- Circonscription électorale provinciale : Blainville ;
- Circonscription électorale fédérale : Thérèse-De Blainville

Les élections municipales se font en bloc pour le maire et les six conseillers.
| Lorraine Maires depuis 2003                                                                                          |                       |         |          |
| Élection | Maire                 | Qualité | Résultat |
| 2003 | Gilles Pelletier      |         | Voir     |
| 2005 | Boniface Dalle-Vedove |         | Voir     |
| 2009 | Ramez Ayoub           |         | Voir     |
| 2013 | Ramez Ayoub           | Voir    |          |
| 2017 | Jean Comtois          |         | Voir     |
| 2021 | Jean Comtois          | Voir    |          |
| Élection partielle en italique Depuis 2005, les élections sont simultanées dans toutes les municipalités québécoises |                       |         |          |

## Activités

### Activités pour enfants
Piscine municipale, terrain de tennis, terrains de soccer et basket-ball ainsi que les multiples parcs de Lorraine vont pouvoir combler les petits et plus grands. Le Service des loisirs et de la culture offre une panoplie d'activités et d'événements destinés aux enfants.

### Activités pour adultes
Bénévolat, programme biblio-aidants, conférences sur des sujets variés, expositions, concours divers, bibliothèque mobile et plusieurs autres activités sont disponibles dans la ville.

## Éducation
La Commission scolaire de la Seigneurie-des-Mille-Îles administre les écoles francophones.
La ville possède trois écoles primaires francophones : École le Carrefour et École le Tournesol, situées très près l'une de l'autre dans le secteur nord, séparées par le Parc Lorraine, le plus grand parc de la ville, en plus de l'École du Ruisselet, situé dans le secteur sud.
Les secondaires francophones qui servent la ville sont : de Harfang à Sainte-Anne-des-Plaines; et Hubert-Maisonneuve à Rosemère et Rive-Nord à Bois-des-Filion.
La Commission scolaire Sir Wilfrid Laurier administre les écoles anglophones :
- École primaire McCaig à Rosemère[9]
- École secondaire Rosemère (en) à Rosemère[10],[11]

## Liste des écoles
1973: Construction de l'école le Carrefour (59, boul. de Vignory)
1979: Construction de l'école le Tournesol (155, boul. de Gaulle)
2004: Construction de l'école du Ruisselet (65, boul. de Chambord)

## Mairie
Depuis l'élection municipale partielle du 6 mars 2016, le maire en fonction est Lynn Dionne, qui a succédé à Ramez Ayoub quand celui-ci a été élu à la Chambre des communes du Canada.
| Élection                   | Maire                                       | Siège 1            | Siège 2             | Siège 3                                          | Siège 4               | Siège 5           | Siège 6                                          |
| -------------------------- | ------------------------------------------- | ------------------ | ------------------- | ------------------------------------------------ | --------------------- | ----------------- | ------------------------------------------------ |
| Avant la première élection | John J. Seguier                             | Donald Kirk        | J. André Laferrière | Edward Whittingham                               | J. Albert Clément     | Arthur E. Ainger  | J. C. Sarault                                    |
| 25 janvier 1967            | J. Albert Clément                           | Jacques Lachapelle | Claude Allard       | Margaret Frigon                                  | Roger Gamache         | G. Sanscartier    | Harvey E. Uline                                  |
| 8 novembre 1968            | J. Albert Clément                           | Jacques Lachapelle | Louis E. Denoncourt | Margaret Frigon                                  | Roger Gamache         | Donald S. Dutton* | Harvey E. Uline                                  |
| 31 octobre 1971            | J. Albert Clément                           | Jacques Lachapelle | Louis E. Denoncourt | Margaret Frigon                                  | Roger Gamache         | Donald S. Dutton  | Harvey E. Uline                                  |
| 2 novembre 1975            | Laurent G. Belley                           | Réjean-André Sauvé | Ludger Frigon       | Roland Tissot                                    | Zsolt Pogany          | Chester Craig     | Edward J. Toal                                   |
| Novembre 1979              | Laurent G. Belley                           | Ludger Frigon      | Chester Craig       | Michel Laporte                                   | Jean-Pierre Picard    | Zsolt Pogany      | Gilles Pelletier                                 |
| Novembre 1983              | Laurent G. Belley                           | Denis Jean         | Chester Craig       | Raymond Léger                                    | Jean-Pierre Picard    | Zsolt Pogany      | Gilles Pelletier                                 |
| Novembre 1987              | Laurent G. Belley                           | Denis Jean         | Chester Craig       | Raymond Léger                                    | Jean-Pierre Picard    | Zsolt Pogany      | Gilles Pelletier                                 |
| Novembre 1991              | Laurent G. Belley                           | Denis Jean         | Chester Craig       | Raymond Léger                                    | Jean-Pierre Picard    | Lili Poulin       | Gilles Pelletier                                 |
| Novembre 1995              | Laurent G. Belley                           | Raymond Léger      | Jean-Pierre Picard  | Yves Carrières                                   | Denis Jean            | Lili Poulin       | Chester Craig                                    |
| Novembre 1999              | Gilles Pelletier                            | Ramez Ayoub        | Jean Beauchamp      | André W. Bédard                                  | Boniface Dalle-Vedove | Lynn Dionne       | Marie-José Magnin                                |
| Novembre 2003              | Gilles Pelletier                            | Ramez Ayoub        | Lyne Rémillard      | André W. Bédard                                  | Boniface Dalle-Vedove | Lynn Dionne       | Marie-José Magnin                                |
| Novembre 2005              | Boniface Dalle-Vedove                       | Ramez Ayoub        | Lyne Rémillard      | André W. Bédard                                  | Sylvain Perron        | Lynn Dionne       | Marie-José Magnin                                |
| 1er novembre 2009          | Ramez Ayoub                                 | Jean Comtois       | Kathleen Otis       | Lynn Dionne                                      | Chantal Lehoux        | Weena Pilon       | Michèle Tremblay                                 |
| Novembre 2013              | Ramez Ayoub (puis Lynn Dionne en mars 2016) | Jean Comtois       | Kathleen Otis       | Lynn Dionne (puis Isabelle Lacasse en mars 2016) | Chantal Lehoux        | Martine Guilbault | Michèle Tremblay (puis Jean Gagnon en mars 2016) |
| Novembre 2017              | Jean Comtois                                | Martine Guilbault  | Pierre Barette      | Diane D. Lavallée                                | Jocelyn Proulx        | Lyne Rémillard    | Patrick Archambault                              |

## Climat
Le climat de cette ville est un climat continental humide.
Les hivers sont froids avec beaucoup de précipitations de neige et les étés sont chauds et humides.

## Jumelage
| Ville | Ville                | Pays | Pays   |
| ----- | -------------------- | ---- | ------ |
|       | Saint-Dié-des-Vosges |      | France |